# Indústria romana

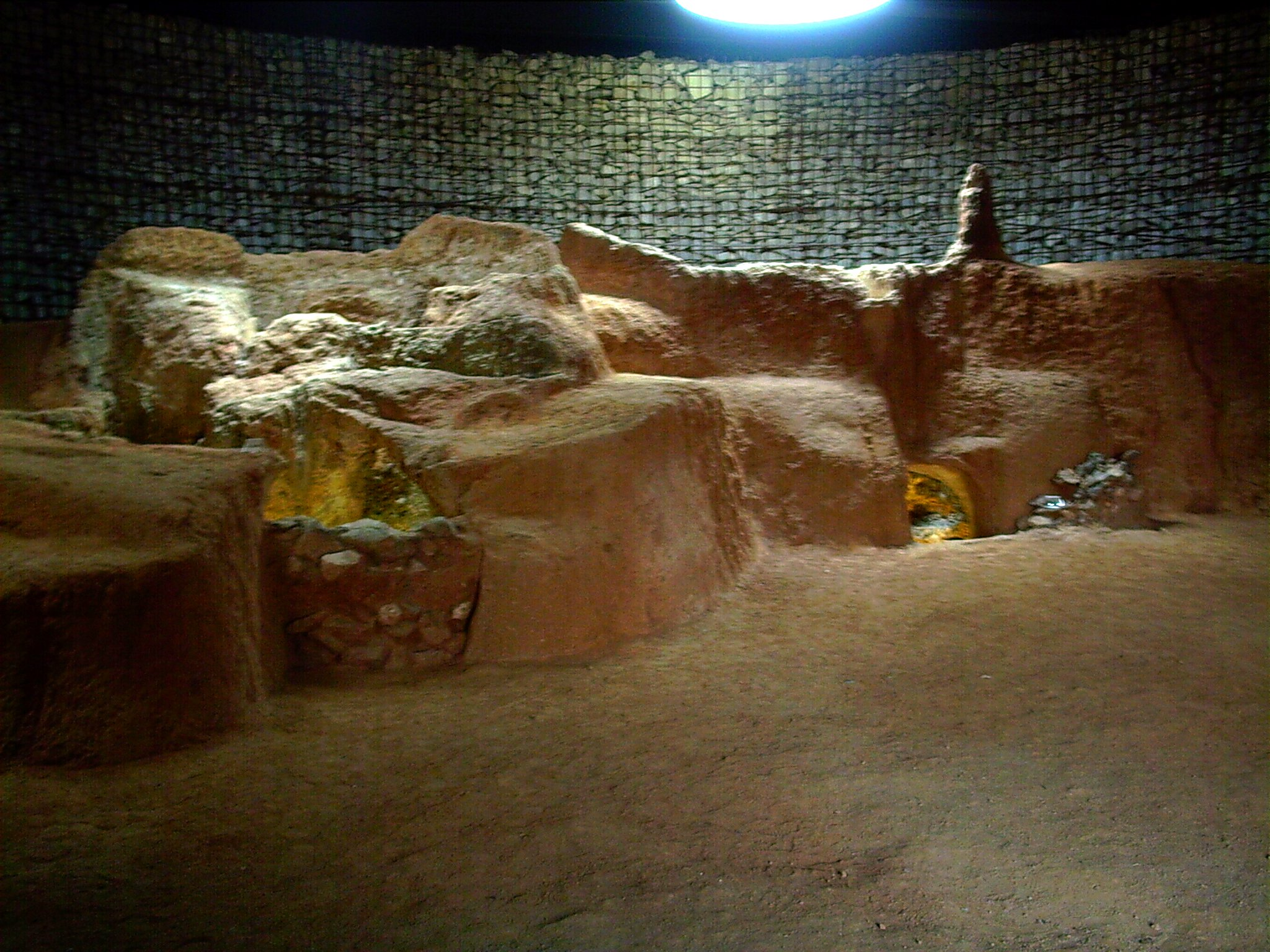
Forns romans de la Fornaca de Vilassar de Dalt, (segles i dC).

Al principi les indústries es van organitzar a Roma en set rams d'activitat o gremis: els músics, els argenters (treballadors de l'argent), els courers (treballadors del coure), els fusters (treballadors de la fusta), els tintorers (treballadors dels tints), els terrissaires (treballadors del fang), els sabaters (treballadors de les sabates) i els bataners (treballadors de les teles i pells).
Els filats corresponien a les dones.

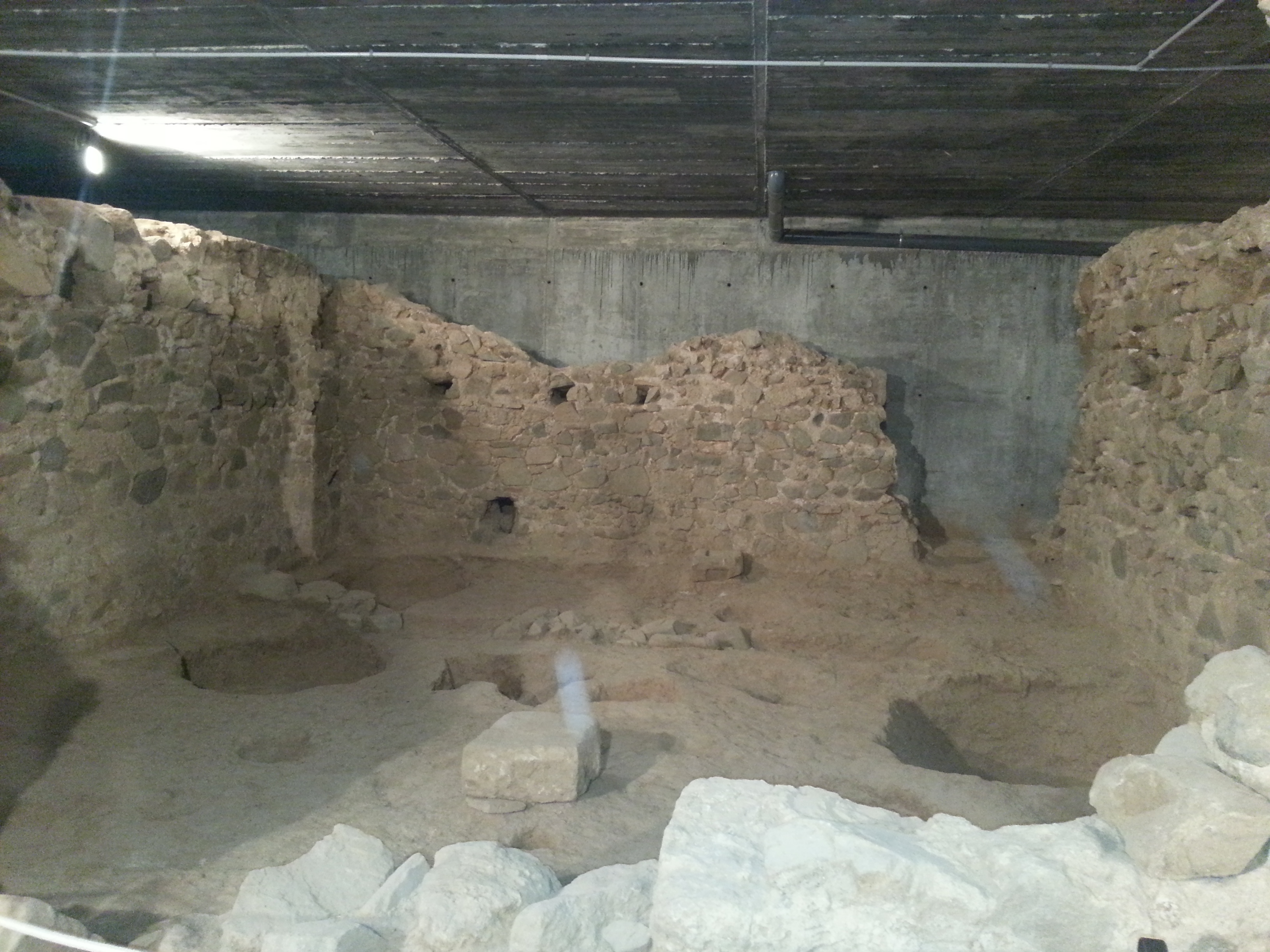
Jaciment romà de Can Farrerons a Premià de Mar (segle V dC)

Més tard es van incloure en els gremis els metges i els forners, i després els ferrers i altres oficis.